# ده در یک (تک‌آهنگ‌ها)
 «ده در یک (تک‌آهنگها)» (به انگلیسی: Ten on One (The Singles)) آلبومی از هنرمند اهل آلمان ساندرا کرتو است که در سال ۱۹۸۷ میلادی منتشر شد.